# Rancho Mirage Tennis Games 1976
Il Rancho Mirage Tennis Games 1976, conosciuto anche con il nome di American Airlines Tennis Games 1976 per ragioni di sponsorizzazione, è stato un torneo di tennis giocato sul cemento. È stata la 3ª edizione del torneo di Indian Wells, facente parte del Grand Prix 1976. A differenza dell'edizione precedente, disputata a Tucson, il torneo si è giocato al Mission Hills Country Club di Rancho Mirage, nei pressi di Palm Springs in California, dal 22 al 28 marzo 1976.

## Partecipanti

### Teste di serie
| Nazionalità | Giocatore     | Ranking | Testa di serie |
| ----------- | ------------- | ------- | -------------- |
| Stati Uniti | Jimmy Connors | 1       | 1              |
| Stati Uniti | Arthur Ashe   | 4       | 2              |
| Svezia      | Björn Borg    | 3       | 3              |
| Romania     | Ilie Năstase  | 7       | 4              |

## Campioni

### Singolare
Jimmy Connors ha battuto in finale  Roscoe Tanner con il punteggio di 6–4, 6–4
- È stato il 4º titolo stagione per Connor, nonché il suo 45º titolo in carriera.

### Doppio
Colin Dibley /  Sandy Mayer hanno battuto in finale  Raymond Moore /  Erik Van Dillen con il punteggio di 6–3, 7–5
- Per Dibley è stato il suo 1º titolo stagionale, nonché il suo 9º in carriera; per Mayer è stato il suo 2º titolo stagionale, nonché il suo 9º in carriera.